# Liste der Kulturdenkmale in Oevenum
In der Liste der Kulturdenkmale in Oevenum sind alle Kulturdenkmale der schleswig-holsteinischen Gemeinde Oevenum (Kreis Nordfriesland) aufgelistet (Stand: 10. März 2025).

## Legende
In den Spalten befinden sich folgende Informationen:
- Objekt-ID: die Nummer des Kulturdenkmales
- Lage: die Adresse des Kulturdenkmales und die geographischen Koordinaten. Kartenansicht, um Koordinaten zu setzen. In der Kartenansicht sind Kulturdenkmale ohne Koordinaten mit einem roten Marker dargestellt und können in der Karte gesetzt werden. Kulturdenkmale ohne Bild sind mit einem blauen Marker gekennzeichnet, Kulturdenkmale mit Bild mit einem grünen Marker.
- Offizielle Bezeichnung: Bezeichnung des Kulturdenkmales
- Beschreibung: die Beschreibung des Kulturdenkmales
- Bild: ein Bild des Kulturdenkmales

## Bauliche Anlagen
| Objekt-ID     | Lage                                       | Offizielle Bezeichnung | Beschreibung | Bild                             |
| ------------- | ------------------------------------------ | ---------------------- | --- | -------------------------------- |
| 68 Wikidata   | Buurnstrat (54° 42′ 43″ N, 8° 31′ 53″ O)   | Schüttkoben            | Der Schüttkoben ist eine Einfriedung (Gehege, Stallbox), in dem entlaufene Tiere von dem Flurhirten eingeschüttet (eingesperrt, eingepfercht) werden. Der Schüttkoben ist nicht mehr vorhanden (Stand: 07.06.2016). Alteintragung (Aktualisierung vorgesehen) - Begründung: geschichtlich, städtebaulich - Schutzumfang: gesamtes Objekt - Denkmaltyp: Bauliche Anlage | BW                               |
| 7029          | Dörpstrat 44 (54° 42′ 41″ N, 8° 31′ 50″ O) | ehem. Bauernhaus       | Ehemaliges Bauernhaus; 19. Jh., im Kern evtl. älter; in die 7 gebautes Uthländisches Haus, eingeschossiger Backsteinbau unter Reetdach mit mittigem Zwerchgiebel über dem Hauseingang und nach Osten erweitertem Wirtschaftsteil - Begründung: geschichtlich, städtebaulich, Kulturlandschaft prägend - Schutzumfang: gesamtes Objekt - Denkmaltyp: Bauliche Anlage    | BW                               |
| 2111 Wikidata | L 214 (54° 41′ 34″ N, 8° 31′ 1″ O)         | Denkmal Friedrich VI   | Gedenkstätte für den Dänenkönig und Herzog von Schleswig Frederik VI., (errichtet 1826). Dieser weilte vom 27. bis 29. Juni 1824 auf Föhr. Alteintragung (Aktualisierung vorgesehen) - Begründung: Alteintragung (Aktualisierung vorgesehen) - Schutzumfang: Alteintragung (Aktualisierung vorgesehen) - Denkmaltyp: Bauliche Anlage                                   | weitere Fotos \| Fotos hochladen |

## Gründenkmale
| Objekt-ID     | Lage                                           | Offizielle Bezeichnung                | Beschreibung | Bild                             |
| ------------- | ---------------------------------------------- | ------------------------------------- | --- | -------------------------------- |
| 9578 Wikidata | Westerfardingsweg (54° 45′ 6″ N, 8° 32′ 43″ O) | Alte Oevenumer Vogelkoje „Dünkirchen“ | Einrichtung, die zum Fang von Wildenten dient. Alteintragung (Aktualisierung vorgesehen) - Begründung: geschichtlich, wissenschaftlich, Kulturlandschaft prägend - Schutzumfang: Alte Oevenumer Vogelkoje "Dünkirchen", Wassergraben, Kojenteich mit fünf Fangpfleifen, Kojenhaus - Denkmaltyp: Gründenkmal | weitere Fotos \| Fotos hochladen |
| 9579 Wikidata | Norderweg (54° 44′ 5″ N, 8° 34′ 56″ O)         | Neue Oevenumer Vogelkoje „Belgrad“    | Einrichtung, die zum Fang von Wildenten dient. Alteintragung (Aktualisierung vorgesehen) - Begründung: geschichtlich, wissenschaftlich, Kulturlandschaft prägend - Schutzumfang: Neue Oevenumer Vogelkoje "Belgrad", Wassergraben, Kojenteich mit fünf Fangpfeifen, Kojenhaus - Denkmaltyp: Gründenkmal     | weitere Fotos \| Fotos hochladen |

## Quelle
- Liste der Kulturdenkmale in Schleswig-Holstein – Kreis Nordfriesland (PDF)

- Karte mit allen Koordinaten:
- OSM |
- WikiMap